# Lise de Baissac

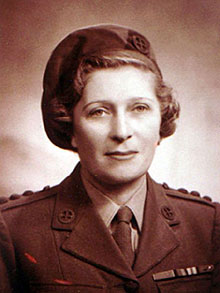
Lise de Baissac

Lise Marie Jeannette de Boucherville Baissac (* 11. Mai 1905 in Curepipe auf Mauritius; † 28. März 2004 in Marseille) war während des Zweiten Weltkriegs eine Agentin der britischen nachrichtendienstlichen Spezialeinheit Special Operations Executive (SOE).
De Baissac stammte aus einer französischstämmigen Familie mit britischer Staatsangehörigkeit, war in Paris aufgewachsen und sprach fließend Englisch und Französisch. 1940, nach dem Einmarsch der Wehrmacht in Frankreich, floh sie nach London und ließ sich von der SOE für die Sektion „F“ anwerben. Nach einer umfassenden Ausbildung für ihre zukünftige nachrichtendienstliche Tätigkeit startete sie in der Nacht des 24. Septembers 1942 zusammen mit Andrée Borrel, einer weiteren SOE-Agentin, in RAF Tempsford zu ihrem Einsatz und wurde mit dem Fallschirm über Frankreich abgesetzt.
Unter den Decknamen „Odile“ (1942–1943) und „Marguerite“ (1944) arbeitete sie als Verbindungsoffizier und Kurier für zwei SOE-Agentenringe, die die französische Résistance unterstützten. Getarnt als Archäologin, fuhr sie unbehelligt mit einem Fahrrad durch die Gegend, um Landeplätze für britische Flugzeuge zu erkunden. Als angebliche Witwe „Irene Brisse“ versuchte sie eine Liaison mit dem örtlichen Gestapochef anzufangen. Nachdem die Agentenringe im September 1943 aufgeflogen waren, gelang de Baissac die Flucht nach England. Einen weiteren Einsatz hatte sie 1944 in der Nähe von Châteauroux, wo sie mit Antony Brooks, dem Leiter des Agentenringes „Pimento“, zusammenarbeitete. Wegen unterschiedlicher Auffassungen endete diese Kooperation nach kurzer Zeit. Ihr weiterer Weg führte de Baissac zu ihrem Bruder Claude, der mögliche Anlandeplätze für die alliierte Invasion ausspähte.
1949 heiratete Lise de Baissac Gustave Villameur, einen Innenarchitekten, mit dem sie in Südfrankreich lebte. England ehrte sie mit dem Order of the British Empire. Frankreich verlieh ihr den Titel Chevalier de la Légion d’honneur. Sie starb im Alter von 98 Jahren in Marseille.

## Film
Im Film Female Agents – Geheimkommando Phoenix wurde der erste Einsatz de Baissacs filmisch dargestellt.